# ديريك أرمسترونغ (لاعب هوكي جليد)
ديريك أرمسترونغ هو لاعب هوكي جليد كندي، ولد في 23 أبريل 1973 في أوتاوا في كندا.

## وصلات خارجية
- ديريك أرمسترونغ على موقع دوري الهوكي الوطني (الإنجليزية)
- ديريك أرمسترونغ على موقع قاعة مشاهير الهوكي (لاعب أن.إتش.أل) (الإنجليزية)
- ديريك أرمسترونغ على موقع EliteProspects.com (الإنجليزية)
- ديريك أرمسترونغ على موقع Eurohockey.com (الإنجليزية)
- ديريك أرمسترونغ على موقع HockeyDB.com (الإنجليزية)
- ديريك أرمسترونغ على موقع Hockey-Reference.com (الإنجليزية)